# Premio UEMC al Personaje Público de Castilla y León que mejor Comunica
El Premio UEMC al Personaje Público de Castilla y León que mejor Comunica manifiesta el reconocimiento de los periodistas de Castilla y León a la persona que destaca por su actividad comunicativa y por la relación que ha mantenido con los distintos medios de información durante el año.

## Historia
El Premio Universidad Europea Miguel de Cervantes al Personaje Público de Castilla y León que mejor Comunica es un galardón instituido en 2009 por la Fundación UEMC con el fin de reconocer la labor comunicativa de personas y profesionales de la región.
El premio al mejor comunicador público es un reconocimiento de los periodistas de la Castilla y León al galardonado, ya que para el Jurado encargado de elegir al ganador está compuesto por los directores de más de 50 medios de comunicación regionales, comunicación y los presidentes del Colegio de Periodistas de Castilla y León y de la Asociación de Directivos de Comunicación de Castilla y León (Dircom CyL), que eligen anualmente al ganador mediante un sistema de votación de listas abiertas y vía ‘en línea’.
El premio, una escultura realizada en bronce por el prestigioso artista Domingo Criado, se entrega en un acto enmarcado en la celebración de San Francisco de Sales, Patrón de los Periodistas, acompañado por docentes y estudiantes de la Facultad de Ciencias Sociales de la UEMC.

## Ganadores
2009 - José Ramón Alonso, rector de la Universidad de Salamanca.
2010 - José Rolando Álvarez, presidente de la Cámara de Comercio e Industria de Valladolid.
2011 - José Luis Concepción, presidente del Tribunal Superior de Justicia de Castilla y León.
2012 - Pedro Delgado Robledo, ciclista y comentarista deportivo.
2013 - Vicente del Bosque González, seleccionador nacional de fútbol.
2014 - Juan Luis Arsuaga, paleontólogo, director científico del Museo de la Evolución Humana (MEH) de Burgos y codirector del Equipo de Investigaciones de los Yacimientos de la Sierra de Atapuerca.
2015 - Rosa Valdeón, alcaldesa de Zamora.
2016 - Jesús Calleja, alpinista, explorador y presentador de televisión.
2017 - José María Pérez González Peridis, arquitecto experto en conservación del patrimonio y caricaturista.
2018 - Silvia Clemente Municio, presidenta de las Cortes de Castilla y León.
2019 - Pablo Casado Blanco, presidente del Partido Popular.